# Sgabello

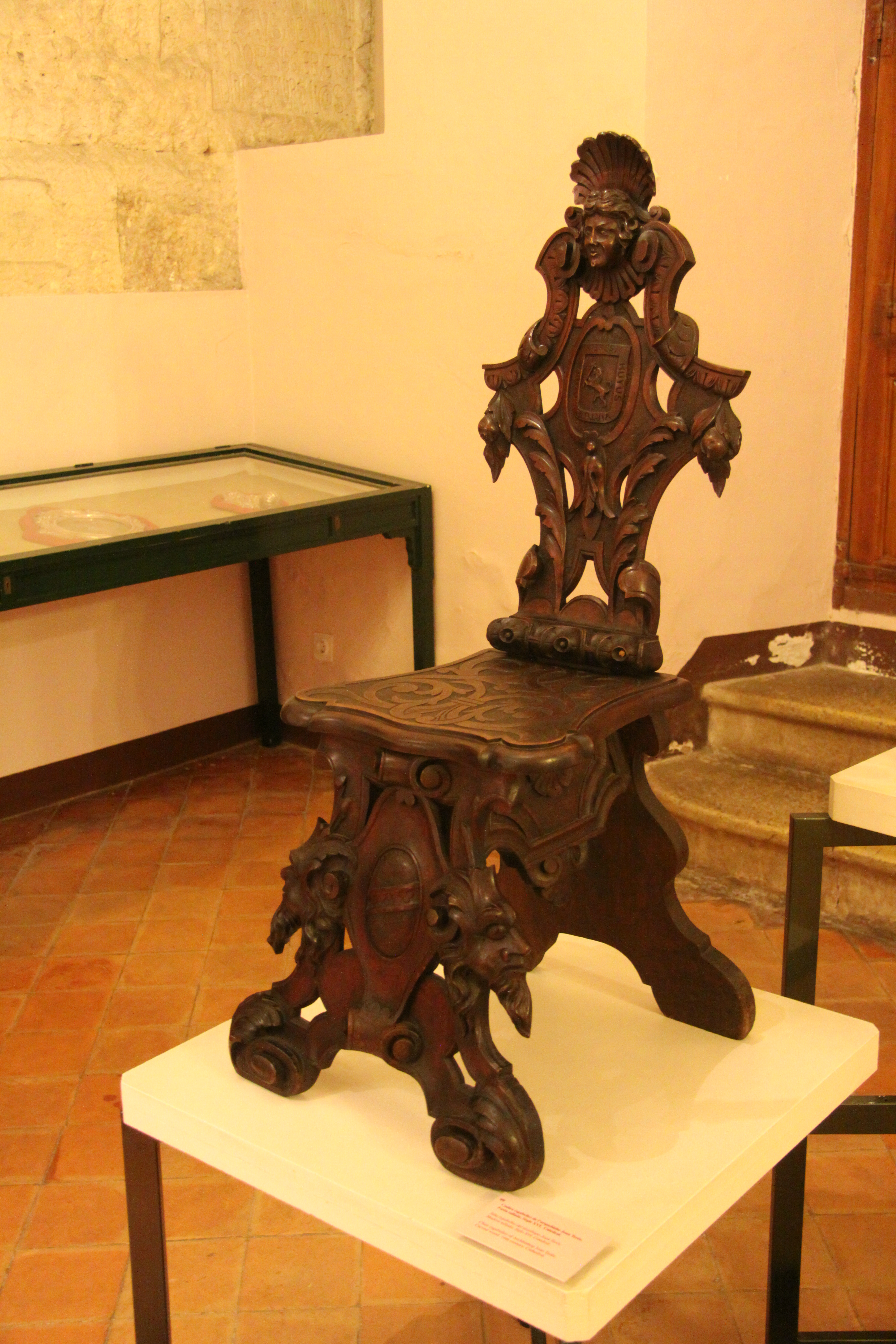
Sgabello de l'arquebisbe Joan Terès i Borrull del. En exposició al Museu Diocesà de Tarragona.

Un sgabello és un tipus de tamboret portàtil amb respatller del segle xvi, típic del Renaixement italià, mentre que una cadira (sedia) normalment incloïa braços representant un seient de més importància jeràrquica. Els sgabelli acostumen a estar fets amb fusta de noguer comú i consisteixen d'un respatller prim i un seient octagonal a sobre d'un parell de taules verticals decorades reforçades amb un suport horitzontal entre elles. Aquest seient normalment es col·locava en passadissos i s'hi acostumava a esculpir l'emblema familiar de l'escut d'armes. El seu principal propòsit no era asseure's-hi per comoditat.